# Метод Сімпсона

Метод Сімпсона одержується за допомогою інтерполяції функції f(x) (блакитний колір) квадратичним многочленом P(x) (червоний колір).

Метод Сімпсона є одним із методів чисельного інтегрування. Названий на честь британського математика Томаса Сімпсона (1710—1761).

## Формула
Формулою Сімпсона називається інтеграл від інтерполяційного многочлена другого степеня на відрізку {\displaystyle [a,b]}:
{\displaystyle {\int \limits _{a}^{b}f(x)dx}\approx {\int \limits _{a}^{b}{p_{2}(x)}dx}={\frac {b-a}{6}}{\left(f(a)+4f\left({\frac {a+b}{2}}\right)+f(b)\right)},}
де {\displaystyle f(a)}, {\displaystyle f((a+b)/2)} і {\displaystyle f(b)} — значення функції у відповідних точках .

## Похибка

Анімація застосування методу Сімпсона апроксимації функції параболами зі зменшенням кроку для зменшення похибки.

При умові, що функція {\displaystyle f(x)} на відрізку {\displaystyle [a,b]} має похідну четвертого порядку, похибка {\displaystyle E(f)}, дорівнює:
{\displaystyle E(f)=-{\frac {(b-a)^{5}}{2880}}{f^{(4)}(\zeta )},\ \ \ \zeta \in [a,b].}
Зважаючи, що значення {\displaystyle \zeta } переважно не є відомим, для оцінки похибки використовується нерівність:
{\displaystyle \left|E(f)\right|\leq {\frac {(b-a)^{5}}{2880}}\max \limits _{x\in [a,b]}{\left|f^{(4)}(x)\right|}.}

## Виведення формули
Формула Сімпсона може бути виведена за допомогою багатьох різних способів. 

### Квадратична інтерполяція
Якщо замінити функцію {\displaystyle f(x)} квадратичним поліномом {\displaystyle P(x)} що приймає ті ж значення що й {\displaystyle f(x)} у точках a,b і m = (a+b) / 2. використавши інтерполяційну формулу Лагранжа, то одержимо формулу:
{\displaystyle P(x)=f(a){\frac {(x-m)(x-b)}{(a-m)(a-b)}}+f(m){\frac {(x-a)(x-b)}{(m-a)(m-b)}}+f(b){\frac {(x-a)(x-m)}{(b-a)(b-m)}}.}
Після необхідних обчислень одержуємо:
{\displaystyle \int _{a}^{b}P(x)\,dx={\frac {b-a}{6}}\left[f(a)+4f\left({\frac {a+b}{2}}\right)+f(b)\right].}

### Використання методів прямокутників і трапецій
У цьому способі виведення використовуються метод прямокутників:
{\displaystyle M=(b-a)f\left({\frac {a+b}{2}}\right)}
і метод трапецій:
{\displaystyle T={\tfrac {1}{2}}(b-a)(f(a)+f(b)).}
Похибки цих наближень дорівнюють
{\displaystyle -{\tfrac {1}{24}}(b-a)^{3}f''(a)+O((b-a)^{4})\quad }і{\displaystyle \quad {\tfrac {1}{12}}(b-a)^{3}f''(a)+O((b-a)^{4}),}
відповідно. Звідси випливає, що аби позбутися третього степеня слід взяти для наближення величину
{\displaystyle {\frac {2M+T}{3}}.}
Однак таким чином одержується формула Сімпсона.

### Метод невизначених коефіцієнтів
Запишемо в загальному виді:
{\displaystyle {\frac {1}{b-a}}\int _{a}^{b}f(x)\,dx\approx \alpha f(a)+\beta f\left({\frac {a+b}{2}}\right)+\gamma f(b).}
Коефіцієнти α, β і γ можуть бути знайдені з вимоги, що дане наближення є точним для всіх многочленів другого степеня. Таким чином знову ж одержується метод Сімпсона.

## Ітераційна формула
Для точнішого обчислення інтеграла проміжок {\displaystyle [a,b]} розбивають на {\displaystyle N} відрізків однакової довжини і застосовують формулу Сімпсона на кожному з них. Значення інтеграла є сумою для всіх відрізків. 
{\displaystyle {\int \limits _{a}^{b}f(x)dx}\approx {\frac {h}{3}}\cdot \left({\frac {1}{2}}f(x_{0})+\sum _{k=1}^{N-1}f(x_{k})+2\sum _{k=1}^{N}f\left({\frac {x_{k-1}+x_{k}}{2}}\right)+{\frac {1}{2}}f(x_{N})\right)}
де {\displaystyle h={\frac {b-a}{N}}} величина кроку, а {\displaystyle x_{k}=a+k\cdot h} межі відрізків.
Загальну похибку {\displaystyle E(f)} при інтегруванні на відрізку {\displaystyle [a,b]} з кроком {\displaystyle x_{i}-x_{i-1}=h} визначають за формулою:
{\displaystyle \left|E(f)\right|\leq {\frac {(b-a)}{2880}}h^{4}\max \limits _{x\in [a,b]}|f^{(4)}(x)|}.
При неможливості оцінити похибку за допомогою четвертої похідної можна використати слабшу оцінку:
{\displaystyle \left|E(f)\right|\leq {\frac {(b-a)}{288}}h^{3}\max \limits _{x\in [a,b]}|f^{(3)}(x)|}.

## Приклади реалізації
Реалізація на C#:
```
using
 
System
;

namespace
 
NumericIntgeration

{

    
internal
 
class
 
Program

    
{

        
private
 
delegate
 
double
 
Func
(
double
 
x
);

        
private
 
static
 
void
 
Main
()

        
{

            
const
 
int
 
n
 
=
 
10000
;

            
double
 
result
 
=
 
SimpsonMethod
(
0.0
,
 
2.0
,
 
n
,
 
x
 
=>
 
x
 
*
 
Math
.
Exp
(
Math
.
Sqrt
(
x
)));

            
Console
.
WriteLine
(
"x = {0}"
,
 
result
);

            
Console
.
ReadKey
();

        
}

        
private
 
static
 
double
 
SimpsonMethod
(
double
 
a
,
 
double
 
b
,
 
int
 
n
,
 
Func
 
func
)

        
{

            
double
 
h
 
=
 
(
b
 
-
 
a
)
 
/
 
n
;

            
double
 
s
 
=
 
(
func
(
a
)
 
+
 
func
(
b
))
 
*
 
0.5
;

            
for
 
(
int
 
i
 
=
 
1
;
 
i
 
<=
 
n
 
-
 
1
;
 
i
++
)

            
{

                
double
 
xk
 
=
 
a
 
+
 
h
 
*
 
i
;
 
//xk

                
double
 
xk1
 
=
 
a
 
+
 
h
 
*
 
(
i
 
-
 
1
);
 
//Xk-1

                
s
 
+=
 
func
(
xk
)
 
+
 
2
 
*
 
func
((
xk1
 
+
 
xk
)
 
/
 
2
);

            
}

            
var
 
x
 
=
 
a
 
+
 
h
 
*
 
n
;
 
//xk

            
var
 
x1
 
=
 
a
 
+
 
h
 
*
 
(
n
 
-
 
1
);
 
//Xk-1

            
s
 
+=
 
2
 
*
 
func
((
x1
 
+
 
x
)
 
/
 
2
);

            
return
 
s
 
*
 
h
 
/
 
3.0
;

        
}

    
}

}

```